# Барбазан Деба
Барбазан Деба (фр. Barbazan-Debat) насеље је и општина у јужној Француској у региону Миди Пирене, у департману Горњи Пиринеји која припада префектури Тарб.
По подацима из 2011. године у општини је живело 3.453 становника, а густина насељености је износила 353,07 становника/km². Општина се простире на површини од 9,78 km². Налази се на средњој надморској висини од 343 метара (максималној 470 m, а минималној 336 m).

## Демографија
| 1962. | 1968. | 1975. | 1982. | 1990. | 1999. | 2011. |
| ----- | ----- | ----- | ----- | ----- | ----- | ----- |
| 524   | 744   | 1.365 | 3.204 | 3.536 | 3.504 | 3.453 |

График промене броја становника у току последњих година